# Province de Yacuma

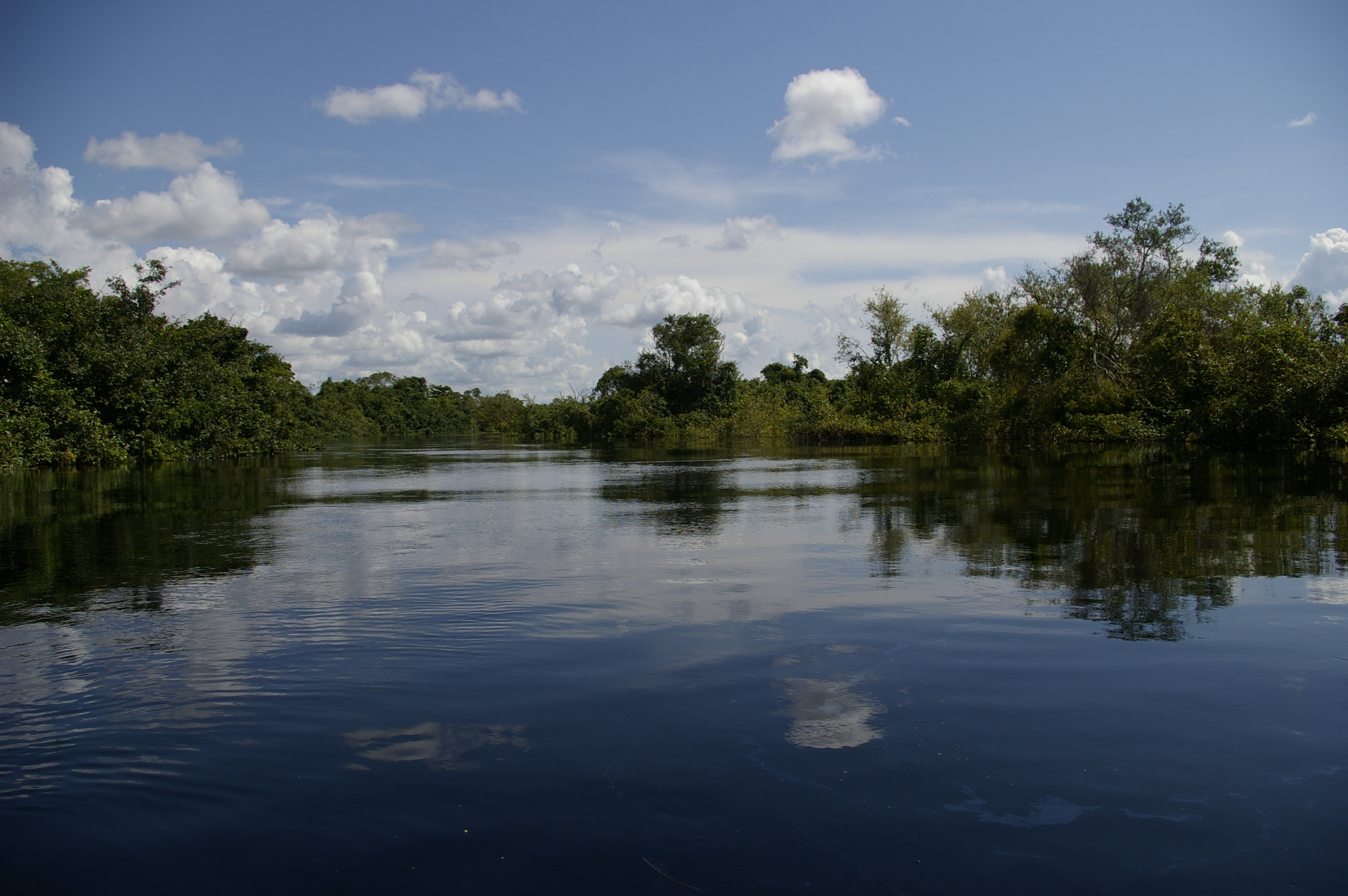
Rivière Yacuma

La province de Yacuma est une des 8 provinces du département de Beni, en Bolivie. Son chef-lieu est la ville de Santa Ana del Yacuma.
La province de Yacuma est composée de deux municipalités ou municipios : Santa Ana (22 430 habitants) au sud et Exaltación (6 618 habitants) au nord.